# Кшиж-Велькопольски
Кшиж-Велькопольски (пол. Krzyż Wielkopolski) — город в Польше, входит в Великопольское воеводство, Чарнковско-Тшчанецкий повят. Центр и основной населённый пункт городско-сельской гмины Кшиж-Велькопольски. Занимает площадь 5,83 км². Население 6317 человек (на 2004 год).